# Jaya Rao Polimera
Jaya Rao Polimera (ur. 27 sierpnia 1965 w Dharmasagar) – indyjski duchowny rzymskokatolicki, od 2013 biskup Eluru.

## Życiorys
Święcenia kapłańskie przyjął 2 kwietnia 1992 i został inkardynowany do diecezji Warangal. Przez wiele lat pracował jako duszpasterz parafialny, a w latach 2009-2013 kierował diecezjalnym ośrodkiem duszpasterskim dla młodzieży.
13 czerwca 2013 otrzymał nominację na biskupa Eluru, zaś 25 lipca 2013 przyjął sakrę biskupią. Głównym konsekratorem był ówczesny nuncjusz apostolski w Indiach, abp Salvatore Pennacchio.